# Spermina sintasi
La spermina sintasi è un enzima numero EC 2.5.1.22 appartenente alla classe delle transferasi, che catalizza la trasformazione di spermidina in spermina tramite la reazione:
S-adenosil-metioninammina + spermidina ⇄ S-metil-5'-tioadenosina + spermina